# Hayet Rouini
Hayet Rouini (ar. حياة رويني ;ur. 10 sierpnia 1981) – tunezyjska judoczka. Olimpijka z  Sydney 2000; gdzie odpadła w eliminacjach w wadze ekstralekkiej.
Uczestniczka mistrzostw świata w 1999. Startowała w Pucharze Świata w latach 1998–2001, 2003 i 2004. Wygrała igrzyska afrykańskie w 1999. Brązowa medalistka igrzysk frankofońskich w 2001. Trzykrotna medalistka mistrzostw Afryki w latach 2000 - 2004.

## Letnie Igrzyska Olimpijskie 2000
| Konkurencja | Eliminacje         | Klas. końcowa |
| Konkurencja | Przeciwnik I       | Miejsce       |
| ----------- | ------------------ | ------------- |
| 48 kg       | Ann Simons (BEL) P | 1 runda       |